# Маэда, Наоки (футболист)
Наоки Маэда (яп. 前田 直輝; род. 17 ноября 1994, Урава-ку) — японский футболист, полузащитник «Урава Ред Даймондс».

## Карьера
Маэда — воспитанник клуба «Токио Верди». 21 октября 2012 года в матче «Точиги СК» он дебютировал во Втором дивизионе Джей-лиги. 14 апреля 2013 года во встречи против «Гайнарэ Тоттори» забил первый гол за клуб. 3 июля в матче против «Киото Санга» получил стрессовый перелом.
1 февраля 2015 года был арендован клубом «Мацумото Ямага». 7 марта в матче против «Нагоя Грампус» он дебютировал в Джей-лиге. 2 мая с голевой передачи Хаюма Танака забил первый гол за новый клуб. В то же время выступал за команду Джей-лига (до 22), 14 июня дебютировал в стартовом составе против «Рюкю».
1 февраля 2016 года на правах свободного агента перешёл в «Йокогама Ф. М.». 25 февраля 2017 года в дебютном матче оформил первый гол за команду, выйдя на замену вместо Давида Бабунски.
19 июля 2018 года стал игроком «Нагоя Грампус». В начале января 2022 года перешёл на правах аренды в «Утрехт». 16 января дебютировал в проигранном матче против амстердамского «Аякса». На 11-й минуте матча японец столкнулся с защитником противников Лисандро Мартинесом, полузащитник получил перелом и выбыл до конца сезона.